# Armas de honor

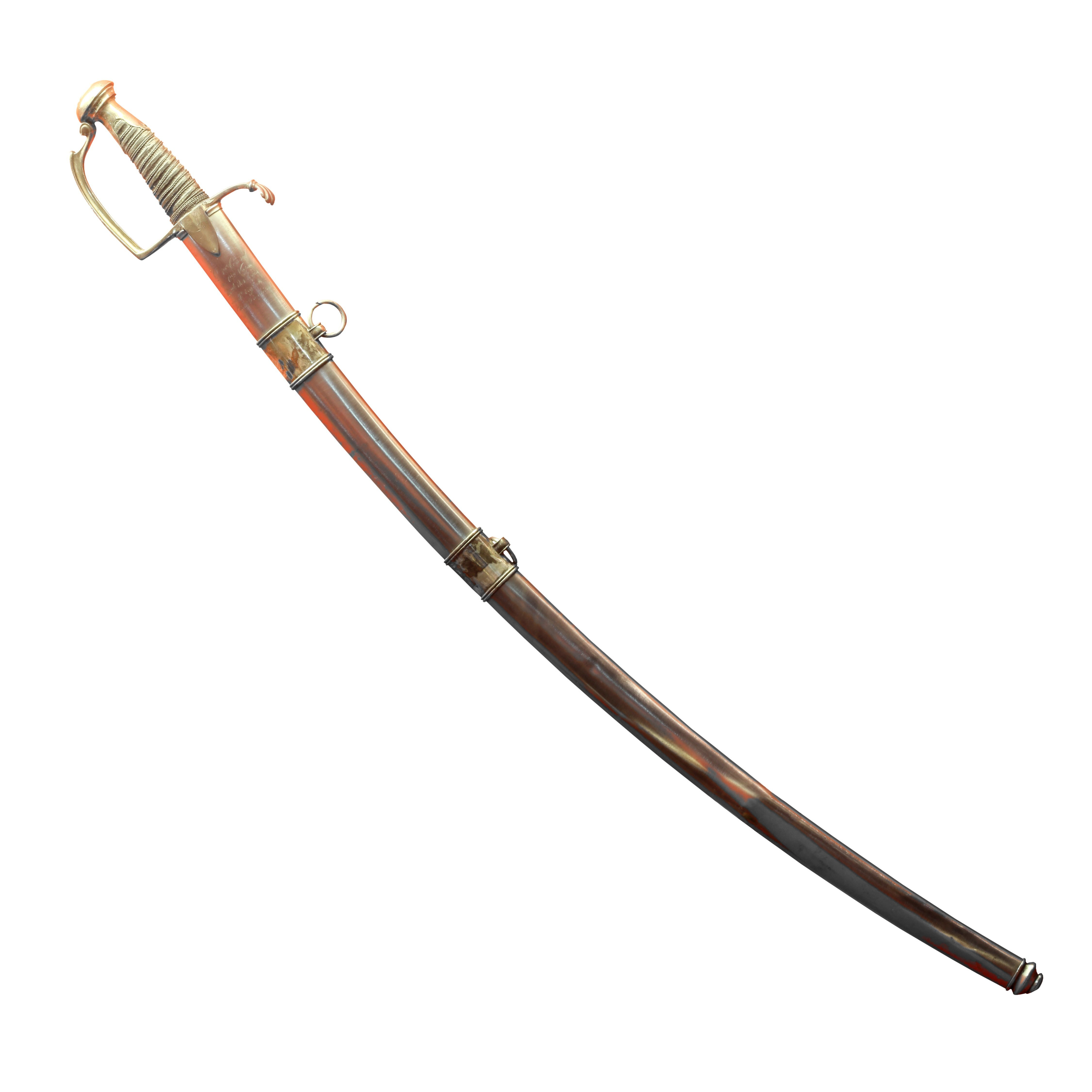
Sabre of honour:Sable de honor: "El primer cónsul del ciudadano Antoine Vigne, maréchal des logis en el 5º regimiento de cazadores de caballos".

En los siglos XV y XVI se daba el nombre de armas de honor a las piezas de la armadura de un caballero o de un guerrero por cuya pérdida quedaba deshonrado de modo que quien cedía en un combate su espada, su cintura o su rodela era tenido por un infame. 
Las armas que se elegían en clase de honor las recibía el caballero con la mayor pompa en una ceremonia pública y así, cuando se le degradaba por algún delito o cobardía se le quitaban en público con las ceremonias y los actos más humillantes. 